# Полисинодия
Полисинодия (фр. la polysynodie) — во Франции старого режима при регенте Филиппе Орлеанском попытка реформирования государственного правления с заменой статссекретариата на коллегиальные советы с привлечением аристократии. Советы регентства просуществовали недолгое время — с 1715 по 1718 годы, затем вернулся прежний порядок правления.

## Советы в период полисинодии
- Совет совести (Conseil de Conscience) — совет по делам нравственным и церковным, им руководил кардинал де Ноай.
- Совет внешних дел (Conseil des Affaires étrangères), руководимый маршалом [[[Юксель, Никола-Шалон дю Бле|Шалон дю Бле]].
- Военный совет (Conseil de la Guerre), руководимый маршалом Вилларом .
- Совет морского флота (Conseil de la Marine), руководимый графом Тулузским.
- Совет по финансам (Conseil des Finances), руководимый маршалом Вильруа .
- Совет по внутренним делам (Conseil des Affaires du Dedans du Royaume), руководимый герцогом д’Антеном.
- Совет по торговле (Conseil du Commerce; дек. 1715), руководимый Гурне (фр.).